# All of Me (John Legend)
All of Me is een nummer van de Amerikaanse zanger John Legend uit 2013, afkomstig van zijn vierde studioalbum Love in the Future. John Legend bracht het nummer als tweede single van het album uit in september 2013.
Het nummer werd een grote hit. Een remix van Tiësto, de Tiësto Birthday Treatment Mix, won in 2015 de Grammy Award voor Beste Remix.

## Hitnoteringen

### Nederlandse Top 40
| Hitnotering: 02-11-2013 t/m 21-06-2014 | Hitnotering: 02-11-2013 t/m 21-06-2014 | Hitnotering: 02-11-2013 t/m 21-06-2014 | Hitnotering: 02-11-2013 t/m 21-06-2014 | Hitnotering: 02-11-2013 t/m 21-06-2014 | Hitnotering: 02-11-2013 t/m 21-06-2014 | Hitnotering: 02-11-2013 t/m 21-06-2014 | Hitnotering: 02-11-2013 t/m 21-06-2014 | Hitnotering: 02-11-2013 t/m 21-06-2014 | Hitnotering: 02-11-2013 t/m 21-06-2014 | Hitnotering: 02-11-2013 t/m 21-06-2014 | Hitnotering: 02-11-2013 t/m 21-06-2014 | Hitnotering: 02-11-2013 t/m 21-06-2014 | Hitnotering: 02-11-2013 t/m 21-06-2014 | Hitnotering: 02-11-2013 t/m 21-06-2014 | Hitnotering: 02-11-2013 t/m 21-06-2014 | Hitnotering: 02-11-2013 t/m 21-06-2014 | Hitnotering: 02-11-2013 t/m 21-06-2014 | Hitnotering: 02-11-2013 t/m 21-06-2014 |
| Week:                                  | 1                                      | 2                                      | 3                                      | 4                                      | 5                                      | 6                                      | 7                                      | 8                                      | 9                                      | 10                                     | 11                                     | 12                                     | 13                                     | 14                                     | 15                                     | 16                                     | 17                                     | 18                                     |
| -------------------------------------- | -------------------------------------- | -------------------------------------- | -------------------------------------- | -------------------------------------- | -------------------------------------- | -------------------------------------- | -------------------------------------- | -------------------------------------- | -------------------------------------- | -------------------------------------- | -------------------------------------- | -------------------------------------- | -------------------------------------- | -------------------------------------- | -------------------------------------- | -------------------------------------- | -------------------------------------- | -------------------------------------- |
| Positie:                               | 24                                     | 18                                     | 15                                     | 10                                     | 9                                      | 7                                      | 8                                      | 4                                      | 2                                      | 3                                      | 2                                      | 3                                      | 1                                      | 1                                      | 1                                      | 1                                      | 2                                      | 3                                      |
| Week:                                  | 19                                     | 20                                     | 21                                     | 22                                     | 23                                     | 24                                     | 25                                     | 26                                     | 27                                     | 28                                     | 29                                     | 30                                     | 31                                     | 32                                     | 33                                     | 34                                     |                                        |                                        |
| Positie:                               | 3                                      | 3                                      | 3                                      | 4                                      | 4                                      | 7                                      | 7                                      | 8                                      | 10                                     | 12                                     | 16                                     | 21                                     | 24                                     | 25                                     | 31                                     | 36                                     | uit                                    |                                        |

### NederlandseSingle Top 100
| Hitnotering (week 1 t/m 111): 12-10-2013 t/m 21-11-2015 Hitnotering (week 112): 05-12-2015 Hitnotering (week 113): 09-01-2016 | Hitnotering (week 1 t/m 111): 12-10-2013 t/m 21-11-2015 Hitnotering (week 112): 05-12-2015 Hitnotering (week 113): 09-01-2016 | Hitnotering (week 1 t/m 111): 12-10-2013 t/m 21-11-2015 Hitnotering (week 112): 05-12-2015 Hitnotering (week 113): 09-01-2016 | Hitnotering (week 1 t/m 111): 12-10-2013 t/m 21-11-2015 Hitnotering (week 112): 05-12-2015 Hitnotering (week 113): 09-01-2016 | Hitnotering (week 1 t/m 111): 12-10-2013 t/m 21-11-2015 Hitnotering (week 112): 05-12-2015 Hitnotering (week 113): 09-01-2016 | Hitnotering (week 1 t/m 111): 12-10-2013 t/m 21-11-2015 Hitnotering (week 112): 05-12-2015 Hitnotering (week 113): 09-01-2016 | Hitnotering (week 1 t/m 111): 12-10-2013 t/m 21-11-2015 Hitnotering (week 112): 05-12-2015 Hitnotering (week 113): 09-01-2016 | Hitnotering (week 1 t/m 111): 12-10-2013 t/m 21-11-2015 Hitnotering (week 112): 05-12-2015 Hitnotering (week 113): 09-01-2016 | Hitnotering (week 1 t/m 111): 12-10-2013 t/m 21-11-2015 Hitnotering (week 112): 05-12-2015 Hitnotering (week 113): 09-01-2016 | Hitnotering (week 1 t/m 111): 12-10-2013 t/m 21-11-2015 Hitnotering (week 112): 05-12-2015 Hitnotering (week 113): 09-01-2016 | Hitnotering (week 1 t/m 111): 12-10-2013 t/m 21-11-2015 Hitnotering (week 112): 05-12-2015 Hitnotering (week 113): 09-01-2016 | Hitnotering (week 1 t/m 111): 12-10-2013 t/m 21-11-2015 Hitnotering (week 112): 05-12-2015 Hitnotering (week 113): 09-01-2016 | Hitnotering (week 1 t/m 111): 12-10-2013 t/m 21-11-2015 Hitnotering (week 112): 05-12-2015 Hitnotering (week 113): 09-01-2016 | Hitnotering (week 1 t/m 111): 12-10-2013 t/m 21-11-2015 Hitnotering (week 112): 05-12-2015 Hitnotering (week 113): 09-01-2016 | Hitnotering (week 1 t/m 111): 12-10-2013 t/m 21-11-2015 Hitnotering (week 112): 05-12-2015 Hitnotering (week 113): 09-01-2016 | Hitnotering (week 1 t/m 111): 12-10-2013 t/m 21-11-2015 Hitnotering (week 112): 05-12-2015 Hitnotering (week 113): 09-01-2016 | Hitnotering (week 1 t/m 111): 12-10-2013 t/m 21-11-2015 Hitnotering (week 112): 05-12-2015 Hitnotering (week 113): 09-01-2016 | Hitnotering (week 1 t/m 111): 12-10-2013 t/m 21-11-2015 Hitnotering (week 112): 05-12-2015 Hitnotering (week 113): 09-01-2016 | Hitnotering (week 1 t/m 111): 12-10-2013 t/m 21-11-2015 Hitnotering (week 112): 05-12-2015 Hitnotering (week 113): 09-01-2016 | Hitnotering (week 1 t/m 111): 12-10-2013 t/m 21-11-2015 Hitnotering (week 112): 05-12-2015 Hitnotering (week 113): 09-01-2016 | Hitnotering (week 1 t/m 111): 12-10-2013 t/m 21-11-2015 Hitnotering (week 112): 05-12-2015 Hitnotering (week 113): 09-01-2016 |
| Week: | 1 | 2 | 3 | 4 | 5 | 6 | 7 | 8 | 9 | 10 | 11 | 12 | 13 | 14 | 15 | 16 | 17 | 18 | 19 | 20 |
| --- | --- | --- | --- | --- | --- | --- | --- | --- | --- | --- | --- | --- | --- | --- | --- | --- | --- | --- | --- | --- |
| Positie: | 31 | 42 | 29 | 23 | 9 | 9 | 8 | 8 | 6 | 2 | 1 | 4 | 5 | 2 | 1 | 1 | 1 | 1 | 1 | 2 |
| Week: | 21 | 22 | 23 | 24 | 25 | 26 | 27 | 28 | 29 | 30 | 31 | 32 | 33 | 34 | 35 | 36 | 37 | 38 | 39 | 40 |
| Positie: | 3 | 3 | 3 | 3 | 3 | 3 | 2 | 6 | 6 | 7 | 10 | 11 | 12 | 12 | 15 | 16 | 19 | 17 | 18 | 20 |
| Week: | 41 | 42 | 43 | 44 | 45 | 46 | 47 | 48 | 49 | 50 | 51 | 52 | 53 | 54 | 55 | 56 | 57 | 58 | 59 | 60 |
| Positie: | 17 | 18 | 18 | 16 | 18 | 18 | 18 | 16 | 20 | 22 | 22 | 23 | 22 | 25 | 31 | 30 | 27 | 33 | 33 | 35 |
| Week: | 61 | 62 | 63 | 64 | 65 | 66 | 67 | 68 | 69 | 70 | 71 | 72 | 73 | 74 | 75 | 76 | 77 | 78 | 79 | 80 |
| Positie: | 34 | 29 | 37 | 37 | 30 | 30 | 35 | 38 | 37 | 39 | 30 | 40 | 44 | 45 | 50 | 50 | 52 | 55 | 53 | 61 |
| Week: | 81 | 82 | 83 | 84 | 85 | 86 | 87 | 88 | 89 | 90 | 91 | 92 | 93 | 94 | 95 | 96 | 97 | 98 | 99 | 100 |
| Positie: | 59 | 59 | 63 | 63 | 60 | 64 | 62 | 69 | 70 | 66 | 71 | 74 | 62 | 68 | 64 | 65 | 66 | 61 | 66 | 75 |
| Week: | 101 | 102 | 103 | 104 | 105 | 106 | 107 | 108 | 109 | 110 | 111 | | 112 | | 113 | | | | | |
| Positie: | 69 | 70 | 74 | 76 | 75 | 77 | 72 | 68 | 86 | 87 | 100 | uit | 98 | uit | 98 | uit | | | | |

### VlaamseUltratop 50
| Hitnotering (week 1 t/m 29): 07-12-2013 t/m 21-06-2014 Hitnotering (week 30 t/m 37): 05-07-2014 t/m 23-08-2014 Hitnotering (week 38 t/m 45): 06-09-2014 t/m 25-10-2014 Hitnotering (week 46 t/m 47): 08-11-2014 t/m 15-11-2014 Hitnotering (week 48 t/m 49): 06-12-2014 t/m 13-12-2014 Hitnotering (week 50 t/m 51): 03-01-2015 t/m 10-01-2015 Hitnotering (week 52): 21-02-2015 | Hitnotering (week 1 t/m 29): 07-12-2013 t/m 21-06-2014 Hitnotering (week 30 t/m 37): 05-07-2014 t/m 23-08-2014 Hitnotering (week 38 t/m 45): 06-09-2014 t/m 25-10-2014 Hitnotering (week 46 t/m 47): 08-11-2014 t/m 15-11-2014 Hitnotering (week 48 t/m 49): 06-12-2014 t/m 13-12-2014 Hitnotering (week 50 t/m 51): 03-01-2015 t/m 10-01-2015 Hitnotering (week 52): 21-02-2015 | Hitnotering (week 1 t/m 29): 07-12-2013 t/m 21-06-2014 Hitnotering (week 30 t/m 37): 05-07-2014 t/m 23-08-2014 Hitnotering (week 38 t/m 45): 06-09-2014 t/m 25-10-2014 Hitnotering (week 46 t/m 47): 08-11-2014 t/m 15-11-2014 Hitnotering (week 48 t/m 49): 06-12-2014 t/m 13-12-2014 Hitnotering (week 50 t/m 51): 03-01-2015 t/m 10-01-2015 Hitnotering (week 52): 21-02-2015 | Hitnotering (week 1 t/m 29): 07-12-2013 t/m 21-06-2014 Hitnotering (week 30 t/m 37): 05-07-2014 t/m 23-08-2014 Hitnotering (week 38 t/m 45): 06-09-2014 t/m 25-10-2014 Hitnotering (week 46 t/m 47): 08-11-2014 t/m 15-11-2014 Hitnotering (week 48 t/m 49): 06-12-2014 t/m 13-12-2014 Hitnotering (week 50 t/m 51): 03-01-2015 t/m 10-01-2015 Hitnotering (week 52): 21-02-2015 | Hitnotering (week 1 t/m 29): 07-12-2013 t/m 21-06-2014 Hitnotering (week 30 t/m 37): 05-07-2014 t/m 23-08-2014 Hitnotering (week 38 t/m 45): 06-09-2014 t/m 25-10-2014 Hitnotering (week 46 t/m 47): 08-11-2014 t/m 15-11-2014 Hitnotering (week 48 t/m 49): 06-12-2014 t/m 13-12-2014 Hitnotering (week 50 t/m 51): 03-01-2015 t/m 10-01-2015 Hitnotering (week 52): 21-02-2015 | Hitnotering (week 1 t/m 29): 07-12-2013 t/m 21-06-2014 Hitnotering (week 30 t/m 37): 05-07-2014 t/m 23-08-2014 Hitnotering (week 38 t/m 45): 06-09-2014 t/m 25-10-2014 Hitnotering (week 46 t/m 47): 08-11-2014 t/m 15-11-2014 Hitnotering (week 48 t/m 49): 06-12-2014 t/m 13-12-2014 Hitnotering (week 50 t/m 51): 03-01-2015 t/m 10-01-2015 Hitnotering (week 52): 21-02-2015 | Hitnotering (week 1 t/m 29): 07-12-2013 t/m 21-06-2014 Hitnotering (week 30 t/m 37): 05-07-2014 t/m 23-08-2014 Hitnotering (week 38 t/m 45): 06-09-2014 t/m 25-10-2014 Hitnotering (week 46 t/m 47): 08-11-2014 t/m 15-11-2014 Hitnotering (week 48 t/m 49): 06-12-2014 t/m 13-12-2014 Hitnotering (week 50 t/m 51): 03-01-2015 t/m 10-01-2015 Hitnotering (week 52): 21-02-2015 | Hitnotering (week 1 t/m 29): 07-12-2013 t/m 21-06-2014 Hitnotering (week 30 t/m 37): 05-07-2014 t/m 23-08-2014 Hitnotering (week 38 t/m 45): 06-09-2014 t/m 25-10-2014 Hitnotering (week 46 t/m 47): 08-11-2014 t/m 15-11-2014 Hitnotering (week 48 t/m 49): 06-12-2014 t/m 13-12-2014 Hitnotering (week 50 t/m 51): 03-01-2015 t/m 10-01-2015 Hitnotering (week 52): 21-02-2015 | Hitnotering (week 1 t/m 29): 07-12-2013 t/m 21-06-2014 Hitnotering (week 30 t/m 37): 05-07-2014 t/m 23-08-2014 Hitnotering (week 38 t/m 45): 06-09-2014 t/m 25-10-2014 Hitnotering (week 46 t/m 47): 08-11-2014 t/m 15-11-2014 Hitnotering (week 48 t/m 49): 06-12-2014 t/m 13-12-2014 Hitnotering (week 50 t/m 51): 03-01-2015 t/m 10-01-2015 Hitnotering (week 52): 21-02-2015 | Hitnotering (week 1 t/m 29): 07-12-2013 t/m 21-06-2014 Hitnotering (week 30 t/m 37): 05-07-2014 t/m 23-08-2014 Hitnotering (week 38 t/m 45): 06-09-2014 t/m 25-10-2014 Hitnotering (week 46 t/m 47): 08-11-2014 t/m 15-11-2014 Hitnotering (week 48 t/m 49): 06-12-2014 t/m 13-12-2014 Hitnotering (week 50 t/m 51): 03-01-2015 t/m 10-01-2015 Hitnotering (week 52): 21-02-2015 | Hitnotering (week 1 t/m 29): 07-12-2013 t/m 21-06-2014 Hitnotering (week 30 t/m 37): 05-07-2014 t/m 23-08-2014 Hitnotering (week 38 t/m 45): 06-09-2014 t/m 25-10-2014 Hitnotering (week 46 t/m 47): 08-11-2014 t/m 15-11-2014 Hitnotering (week 48 t/m 49): 06-12-2014 t/m 13-12-2014 Hitnotering (week 50 t/m 51): 03-01-2015 t/m 10-01-2015 Hitnotering (week 52): 21-02-2015 | Hitnotering (week 1 t/m 29): 07-12-2013 t/m 21-06-2014 Hitnotering (week 30 t/m 37): 05-07-2014 t/m 23-08-2014 Hitnotering (week 38 t/m 45): 06-09-2014 t/m 25-10-2014 Hitnotering (week 46 t/m 47): 08-11-2014 t/m 15-11-2014 Hitnotering (week 48 t/m 49): 06-12-2014 t/m 13-12-2014 Hitnotering (week 50 t/m 51): 03-01-2015 t/m 10-01-2015 Hitnotering (week 52): 21-02-2015 | Hitnotering (week 1 t/m 29): 07-12-2013 t/m 21-06-2014 Hitnotering (week 30 t/m 37): 05-07-2014 t/m 23-08-2014 Hitnotering (week 38 t/m 45): 06-09-2014 t/m 25-10-2014 Hitnotering (week 46 t/m 47): 08-11-2014 t/m 15-11-2014 Hitnotering (week 48 t/m 49): 06-12-2014 t/m 13-12-2014 Hitnotering (week 50 t/m 51): 03-01-2015 t/m 10-01-2015 Hitnotering (week 52): 21-02-2015 | Hitnotering (week 1 t/m 29): 07-12-2013 t/m 21-06-2014 Hitnotering (week 30 t/m 37): 05-07-2014 t/m 23-08-2014 Hitnotering (week 38 t/m 45): 06-09-2014 t/m 25-10-2014 Hitnotering (week 46 t/m 47): 08-11-2014 t/m 15-11-2014 Hitnotering (week 48 t/m 49): 06-12-2014 t/m 13-12-2014 Hitnotering (week 50 t/m 51): 03-01-2015 t/m 10-01-2015 Hitnotering (week 52): 21-02-2015 | Hitnotering (week 1 t/m 29): 07-12-2013 t/m 21-06-2014 Hitnotering (week 30 t/m 37): 05-07-2014 t/m 23-08-2014 Hitnotering (week 38 t/m 45): 06-09-2014 t/m 25-10-2014 Hitnotering (week 46 t/m 47): 08-11-2014 t/m 15-11-2014 Hitnotering (week 48 t/m 49): 06-12-2014 t/m 13-12-2014 Hitnotering (week 50 t/m 51): 03-01-2015 t/m 10-01-2015 Hitnotering (week 52): 21-02-2015 | Hitnotering (week 1 t/m 29): 07-12-2013 t/m 21-06-2014 Hitnotering (week 30 t/m 37): 05-07-2014 t/m 23-08-2014 Hitnotering (week 38 t/m 45): 06-09-2014 t/m 25-10-2014 Hitnotering (week 46 t/m 47): 08-11-2014 t/m 15-11-2014 Hitnotering (week 48 t/m 49): 06-12-2014 t/m 13-12-2014 Hitnotering (week 50 t/m 51): 03-01-2015 t/m 10-01-2015 Hitnotering (week 52): 21-02-2015 | Hitnotering (week 1 t/m 29): 07-12-2013 t/m 21-06-2014 Hitnotering (week 30 t/m 37): 05-07-2014 t/m 23-08-2014 Hitnotering (week 38 t/m 45): 06-09-2014 t/m 25-10-2014 Hitnotering (week 46 t/m 47): 08-11-2014 t/m 15-11-2014 Hitnotering (week 48 t/m 49): 06-12-2014 t/m 13-12-2014 Hitnotering (week 50 t/m 51): 03-01-2015 t/m 10-01-2015 Hitnotering (week 52): 21-02-2015 | Hitnotering (week 1 t/m 29): 07-12-2013 t/m 21-06-2014 Hitnotering (week 30 t/m 37): 05-07-2014 t/m 23-08-2014 Hitnotering (week 38 t/m 45): 06-09-2014 t/m 25-10-2014 Hitnotering (week 46 t/m 47): 08-11-2014 t/m 15-11-2014 Hitnotering (week 48 t/m 49): 06-12-2014 t/m 13-12-2014 Hitnotering (week 50 t/m 51): 03-01-2015 t/m 10-01-2015 Hitnotering (week 52): 21-02-2015 | Hitnotering (week 1 t/m 29): 07-12-2013 t/m 21-06-2014 Hitnotering (week 30 t/m 37): 05-07-2014 t/m 23-08-2014 Hitnotering (week 38 t/m 45): 06-09-2014 t/m 25-10-2014 Hitnotering (week 46 t/m 47): 08-11-2014 t/m 15-11-2014 Hitnotering (week 48 t/m 49): 06-12-2014 t/m 13-12-2014 Hitnotering (week 50 t/m 51): 03-01-2015 t/m 10-01-2015 Hitnotering (week 52): 21-02-2015 | Hitnotering (week 1 t/m 29): 07-12-2013 t/m 21-06-2014 Hitnotering (week 30 t/m 37): 05-07-2014 t/m 23-08-2014 Hitnotering (week 38 t/m 45): 06-09-2014 t/m 25-10-2014 Hitnotering (week 46 t/m 47): 08-11-2014 t/m 15-11-2014 Hitnotering (week 48 t/m 49): 06-12-2014 t/m 13-12-2014 Hitnotering (week 50 t/m 51): 03-01-2015 t/m 10-01-2015 Hitnotering (week 52): 21-02-2015 | Hitnotering (week 1 t/m 29): 07-12-2013 t/m 21-06-2014 Hitnotering (week 30 t/m 37): 05-07-2014 t/m 23-08-2014 Hitnotering (week 38 t/m 45): 06-09-2014 t/m 25-10-2014 Hitnotering (week 46 t/m 47): 08-11-2014 t/m 15-11-2014 Hitnotering (week 48 t/m 49): 06-12-2014 t/m 13-12-2014 Hitnotering (week 50 t/m 51): 03-01-2015 t/m 10-01-2015 Hitnotering (week 52): 21-02-2015 |
| Week: | 1 | 2 | 3 | 4 | 5 | 6 | 7 | 8 | 9 | 10 | 11 | 12 | 13 | 14 | 15 | 16 | 17 | 18 | 19 | 20 |
| --- | --- | --- | --- | --- | --- | --- | --- | --- | --- | --- | --- | --- | --- | --- | --- | --- | --- | --- | --- | --- |
| Positie: | 8 | 7 | 6 | 5 | 7 | 4 | 3 | 3 | 3 | 4 | 5 | 5 | 6 | 8 | 7 | 14 | 17 | 21 | 21 | 18 |
| Week: | 21 | 22 | 23 | 24 | 25 | 26 | 27 | 28 | 29 | | 30 | 31 | 32 | 33 | 34 | 35 | 36 | 37 | | 38 |
| Positie: | 20 | 28 | 27 | 32 | 38 | 37 | 36 | 41 | 39 | uit | 46 | 46 | 41 | 39 | 32 | 38 | 45 | 37 | uit | 35 |
| Week: | 39 | 40 | 41 | 42 | 43 | 44 | 45 | | 46 | 47 | | 48 | 49 | | 50 | 51 | | 52 | | |
| Positie: | 37 | 42 | 29 | 41 | 43 | 44 | 44 | uit | 46 | 47 | uit | 34 | 43 | uit | 38 | 40 | uit | 47 | uit | |

### VlaamseRadio 2 Top 30
| Hitnotering: 16-11-2013 t/m 29-03-2014 | Hitnotering: 16-11-2013 t/m 29-03-2014 | Hitnotering: 16-11-2013 t/m 29-03-2014 | Hitnotering: 16-11-2013 t/m 29-03-2014 | Hitnotering: 16-11-2013 t/m 29-03-2014 | Hitnotering: 16-11-2013 t/m 29-03-2014 | Hitnotering: 16-11-2013 t/m 29-03-2014 | Hitnotering: 16-11-2013 t/m 29-03-2014 | Hitnotering: 16-11-2013 t/m 29-03-2014 | Hitnotering: 16-11-2013 t/m 29-03-2014 | Hitnotering: 16-11-2013 t/m 29-03-2014 | Hitnotering: 16-11-2013 t/m 29-03-2014 | Hitnotering: 16-11-2013 t/m 29-03-2014 | Hitnotering: 16-11-2013 t/m 29-03-2014 | Hitnotering: 16-11-2013 t/m 29-03-2014 | Hitnotering: 16-11-2013 t/m 29-03-2014 | Hitnotering: 16-11-2013 t/m 29-03-2014 | Hitnotering: 16-11-2013 t/m 29-03-2014 | Hitnotering: 16-11-2013 t/m 29-03-2014 | Hitnotering: 16-11-2013 t/m 29-03-2014 | Hitnotering: 16-11-2013 t/m 29-03-2014 | Hitnotering: 16-11-2013 t/m 29-03-2014 |
| Week:                                  | 1                                      | 2                                      | 3                                      | 4                                      | 5                                      | 6                                      | 7                                      | 8                                      | 9                                      | 10                                     | 11                                     | 12                                     | 13                                     | 14                                     | 15                                     | 16                                     | 17                                     | 18                                     | 19                                     | 20                                     |                                        |
| -------------------------------------- | -------------------------------------- | -------------------------------------- | -------------------------------------- | -------------------------------------- | -------------------------------------- | -------------------------------------- | -------------------------------------- | -------------------------------------- | -------------------------------------- | -------------------------------------- | -------------------------------------- | -------------------------------------- | -------------------------------------- | -------------------------------------- | -------------------------------------- | -------------------------------------- | -------------------------------------- | -------------------------------------- | -------------------------------------- | -------------------------------------- | -------------------------------------- |
| Positie:                               | 25                                     | 22                                     | 19                                     | 10                                     | 6                                      | 4                                      | 4                                      | 2                                      | 1                                      | 1                                      | 3                                      | 4                                      | 5                                      | 6                                      | 8                                      | 11                                     | 14                                     | 19                                     | 25                                     | 30                                     | uit                                    |

### NPO Radio 2 Top 2000
| Nummer met noteringen in de NPO Radio 2 Top 2000 | '13 | '14 | '15 | '16 | '17 | '18 | '19 | '20 | '21 | '22 | '23 | '24 |
| ------------------------------------------------ | --- | --- | --- | --- | --- | --- | --- | --- | --- | --- | --- | --- |
| All of Me                                        | 634 | 74  | 124 | 197 | 241 | 400 | 375 | 409 | 489 | 543 | 562 | 616 |

1. ↑  Een vetgedrukt getal geeft de hoogste notering aan.
2. ↑  2013 was het eerste jaar met een notering voor dit nummer.

## Julia van der Toorn
In de vierde liveshow van het vierde seizoen van The voice of Holland zong Julia van der Toorn op 6 december 2013 het nummer All of Me. Na de uitzending was het nummer meteen verkrijgbaar als muziekdownload. Hierdoor kwam de single een week later op nummer 9 binnen in de Nederlandse Single Top 100.

### Hitnotering

#### NederlandseSingle Top 100
| Hitnotering: 14-12-2013 t/m 28-12-2013 Hitnotering: 18-01-2014 | Hitnotering: 14-12-2013 t/m 28-12-2013 Hitnotering: 18-01-2014 | Hitnotering: 14-12-2013 t/m 28-12-2013 Hitnotering: 18-01-2014 | Hitnotering: 14-12-2013 t/m 28-12-2013 Hitnotering: 18-01-2014 | Hitnotering: 14-12-2013 t/m 28-12-2013 Hitnotering: 18-01-2014 | Hitnotering: 14-12-2013 t/m 28-12-2013 Hitnotering: 18-01-2014 | Hitnotering: 14-12-2013 t/m 28-12-2013 Hitnotering: 18-01-2014 |
| Week:                                                          | 1                                                              | 2                                                              | 3                                                              |                                                                | 4                                                              |                                                                |
| -------------------------------------------------------------- | -------------------------------------------------------------- | -------------------------------------------------------------- | -------------------------------------------------------------- | -------------------------------------------------------------- | -------------------------------------------------------------- | -------------------------------------------------------------- |
| Positie:                                                       | 9                                                              | 44                                                             | 60                                                             | uit                                                            | 98                                                             | uit                                                            |

## Overige covers
- Blaine Anderson zong het in de tv-serie Glee.
- Jasmine Thompson nam het in 2014 op voor haar album Another Bundle of Tantrums.
- Anthony Torres bracht datzelfde jaar een Spaanstalige bachataversie uit onder de titel Todo De Mi.
- Raul Marel bracht in 2015 een salsaversie uit.